# Namnskolan
Namnskolan eller sofisterna, dialektikerna, logikerna (名家 , pinyin: mingjia), var en av de så kallade hundra skolorna som under senare delen av Zhoudynastin – De stridande staternas period, 479–221 f.Kr., – tävlade om de kinesiska furstarnas gunst. Skolan fokuserade på den logiska delen av Mohism, en skola grundad av Mozi. Den mest kända företrädaren är Gongsun Long. Anhängarna av Namnskolan kallades ibland logikerna eller disputanter.

## Översikt
Logikernas filosofi anses ofta vara besläktad med sofisternas eller dialektikernas filosofi. Josef Needham noterar att deras verk har gått förlorade, förutom den delvis bevarade Gongsun Longzi och paradoxerna i kapitel 33 i Zhuang Zi. Needham anser att försvinnandet av större delen av Gongsun Longzi är en av de värsta förlusterna i de antika kinesiska böckerna, eftersom det som återstår sägs nå den högsta punkten i den antika kinesiska filosofiska skriften.

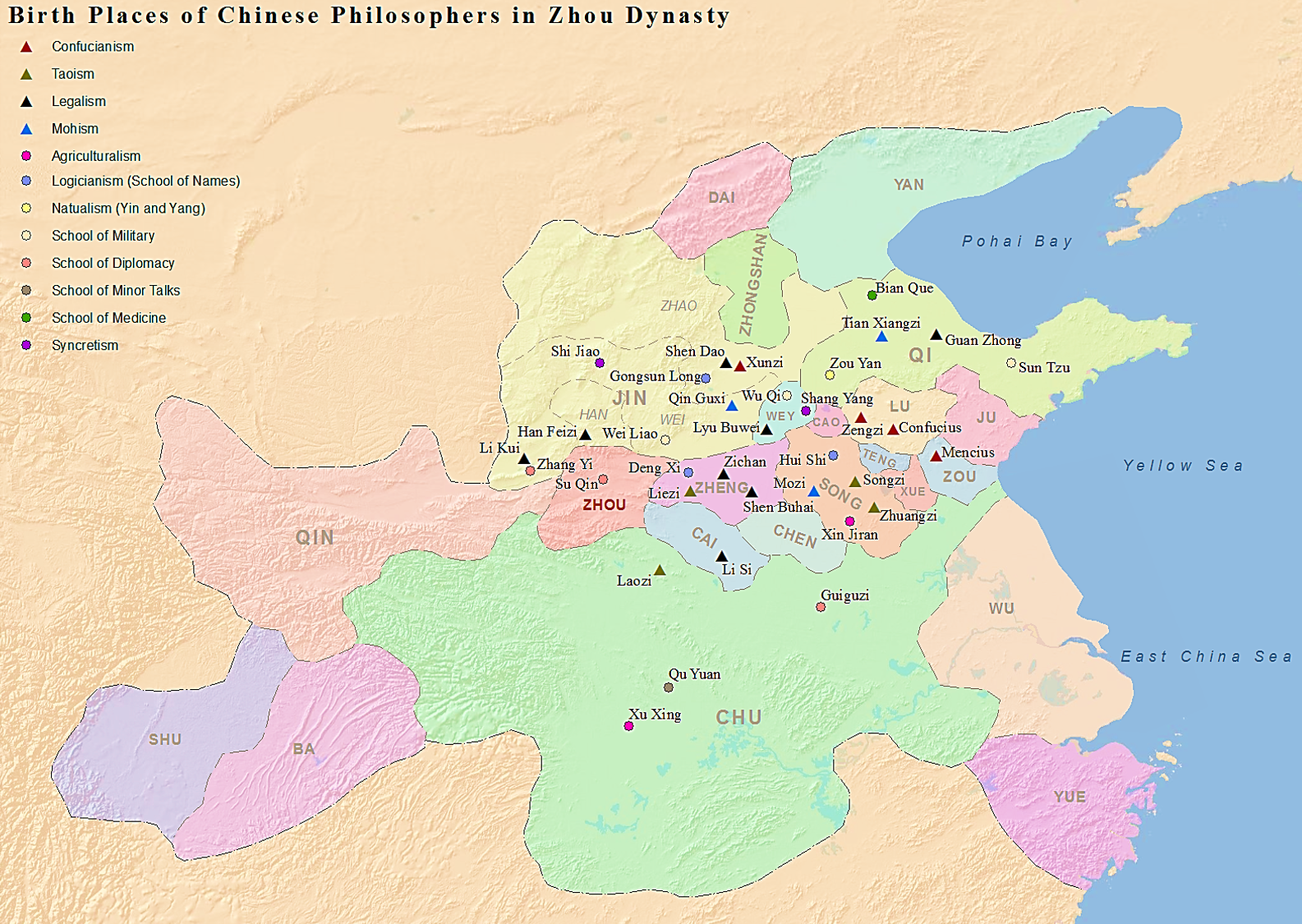
Födelseplatser för kända kinesiska filosofer från Hundred Schools of Thought i Zhoudynastin. Logikianismens filosofer är markerade med cirklar i blått.

En av de få överlevande raderna från skolan, "en enfots pinne, varje dag ta bort hälften av den, i en myriad tidsåldrar kommer den inte att vara uttömd", liknar Zenons paradoxer. Men några av deras andra aforismer verkar motsägelsefulla eller otydliga när de tas ur sitt sammanhang, till exempel "Hundar är inte hundar."
De motarbetades av de senare mohisterna för deras paradoxer.

## Historik
Filosoferna Deng Xi, Yin Wen, Hui Shi, Gongsun Long var alla förknippade med namnskolan.
En samtida till Konfucius, Deng Xi (död 501 f.Kr.) förknippas med rättstvister. Han sägs ha argumenterat för tillåtligheten av motsägelsefulla påståenden, troligen engagerad i hårklyverande debatter om tolkningen av lagar, juridiska principer och definitioner. Deng rapporteras ha utarbetat en strafflagstiftning och citeras av Liu Xiang för ursprunget till Shen Buhais princip om Xing-Ming, som jämför ministrarnas prestationer med deras yrkestitlar.

## Shen Buhai
Under Handynastin kallades regeringssekreterare som hade ansvar för register över beslut i brottmål Xing-Ming. Den tidigaste litterära förekomsten för Xing-Ming, det vill säga, hänvisar till namnskolan, även om Handynastin Sima Qian(145 eller 135 - 86 f.Kr.) och Liu Xiang (77–6 f.Kr.) tillskriver den till Shen Buhais "kinesiska legalisters"doktrin (400 - cirka 337 f.Kr.) Shen använde faktiskt den äldre, mer filosofiskt vanliga motsvarigheten, mingshi, eller namn och verklighet, och kopplade samman den "legalistiska doktrinen om namn" med namnskolans debatter. Sådana diskussioner är också framträdande i Han Feizi.
Ming ("namn") har ibland känslan av tal - för att jämföra uttalanden från en blivande officer med verkligheten i hans handlingar - eller rykte, återigen jämfört med verkligt beteende (xing "form" eller shi "verklighet").: 83 Två anekdoter av Han Fei ger exempel: Logikern Ni Yue hävdade att en vit häst inte är en häst och besegrade alla debattörer, men klämtades fortfarande vid porten. I en annan låtsades Yans chefsminister se en vit häst rusa ut genom porten. Alla hans underordnade förnekade att de hade sett något, utom en, som sprang ut efter det och återvände och hävdade att de hade sett det och identifierades därmed som en smickrare.
Shen Buhais personkontroll, eller korrigering av namn (som titlar) fungerade därmed för "strikt prestationskontroll" (Hansen) som korrelerade påståenden, föreställningar och inlägg. Det skulle bli en central grundsats för både legalistisk statskonst och dess Huang-Lao-derivat. I stället för att behöva leta efter "goda" män kan ming-shi eller xing-ming söka rätt man för en viss post, men det innebär en total organisatorisk kunskap om regimen.: 57 Enkelt kan det dock göra det möjligt för ministrar att "namnge" sig själva genom konton med specifika kostnader och tidsramar och lämna sin definition till konkurrerande ministrar. Påståenden eller yttranden "binder talaren till förverkligandet av ett jobb (Makeham)." Detta var doktrinen, med subtila skillnader, som Han Fei förespråkade. Favoriserar exakthet, det bekämpar tendensen att lova för mycket. Den korrekta artkuleringen av Ming anses vara avgörande för genomförandet av projektet.